# Brunkow
Brunkow var en tysk släkt som med största sannolikhet härstammade från Altmark i Brandenburg.
De personer med namnet Brunkow, som under slutet av 1200-talet och början av 1300-talet, levde i Sverige tillhörde säkerligen ovan nämnda tyska släkt.
En Verner Brunke (Werner Brunkow) förekommer bland Magnus Ladulås män 1286–1290 och nämns som medlem av riksrådet men försvinner efter konungens död ur källorna, tills han år 1300 själv omtalas såsom avliden.
Om denne Werner var den första av släkten som kom till Sverige är ovisst. Han har i varje fall varit bofast här. Redan i ett brev från 1279 omtalas, att han till biskop Anund i Strägnäs sålt jord i Ekeby. Troligen avses Ekeby på Fogdön utanför Strängnäs.
Enligt det brev, där Werner omtalas som död, har Närkes lagman Sune med medgivande av biskop Ysar i Strängnäs samt den avlidnes (icke namngivna) söner till underhåll för dennes dotter Cecilia, som blivit nunna i Riseberga, till klostret jämte fyrtio marker penningar överlämnat en gård, curiam dictam almo, vilken identifierats som Alm i Stora Mellösa socken eller Alm i Hallsbergs socken i Närke. De i brevet omtalade, icke namngivna sönerna är säkerligen Johan Brunkow och hans bror Elof, vilka omtalas i två diplom år 1312.